# Worst Case

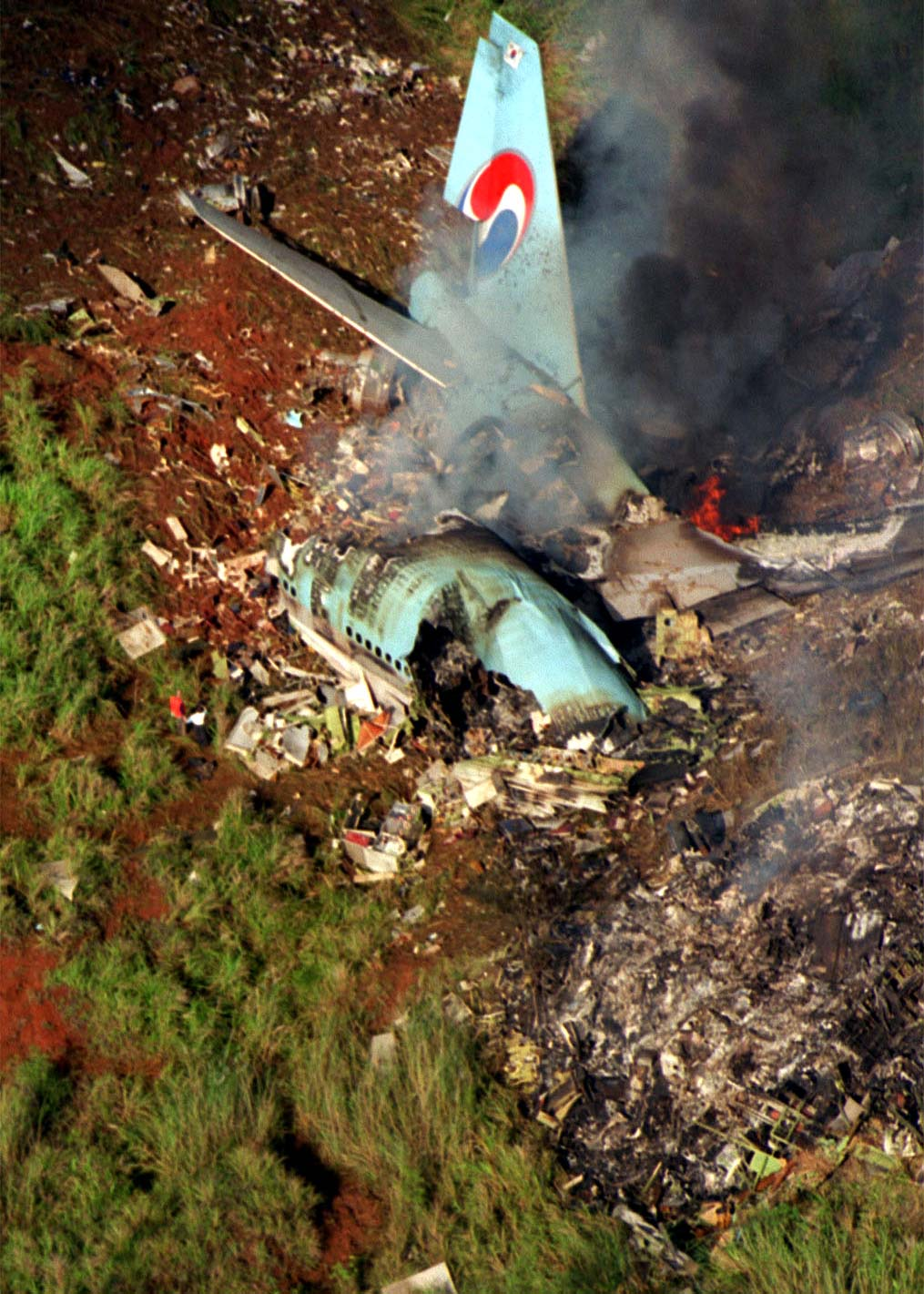
„worst case“ für Fluggesellschaft, Passagiere und Versicherer: Flugzeugabsturz der Korean Airlines 801 am 6. August 1997

Worst Case (deutsch „schlechtester Fall“) ist der Anglizismus für das schlechteste oder das ungünstigste (anzunehmende) Ereignis, das in der Zukunft in einem bestimmten Fachgebiet eintreten könnte. 

## Allgemeines
Die Auseinandersetzung mit der Zukunft kann durch Prognosen und Vorhersagen (etwa Wettervorhersagen, Wirtschaftsprognosen) mit Hilfe von Prognosemethoden (Chartanalyse, Trendextrapolation, Trendmodell), Prophezeiungen, Szenerien, Utopien oder Visionen erfolgen. Best-, middle- und worst case sind dabei als systematisch erarbeitete abgestufte Kategorien eines Szenarios einzuordnen. Sie bündeln positive (englisch best case), negative (englisch worst case) oder durchschnittliche (englisch middle case) Entwicklungen einzelner Einflussfaktoren zu einem Extremszenario des betrachteten Zeitraums. „Worst case“ ist dabei der schlechteste Fall, der in einem Szenario eintreten kann. Trendszenarien schreiben die vergangene oder gegenwärtige Situation als Tendenz in die Zukunft fort.
Eine populäre Vermutung zur Eintrittswahrscheinlichkeit eines „worst case“ ist Murphys Gesetz: „Alles was schiefgehen kann, wird auch schiefgehen.“

## Anwendungsgebiete
Trendszenarien mit best-, middle- und worst case-Kategorien gibt es vor allem in der Szenarioanalyse, Informatik, Technik oder Wirtschaft.  

### Szenarioanalyse
Als erster Schritt einer Szenarioanalyse werden Hierarchie-Elemente ausgewählt, deren mögliche Ausprägungen die Szenarien repräsentieren sollen. Üblicherweise wird hierbei jeweils der schlechteste und bestmögliche Wert definiert, aus dem sich die Extremszenarien „worst case“ und „best case“ ergeben. Beide Extremwerte markieren die Bandbreite künftiger Tendenzen und müssen jeweils mit Eintrittswahrscheinlichkeiten versehen werden. Beim „worst case“ besitzt der „schwarze Schwan“ die geringste Eintrittswahrscheinlichkeit eines Ereignisses.
Die Szenariotechnik hat drei Möglichkeiten, Zukunftsbilder (Szenarien) zu entwickeln, nämlich den Weg des optimistischen günstigsten Extremszenarios („best case“), des pessimistischen schlechtesten Szenarios („worst case“) und des dazwischen liegenden Trendszenarios („middle case“), aus denen sich ein Szenario-Trichter ergibt:

### Wirtschaft
In der Wirtschaft ist der „worst case“ ein wichtiger Parameter in Entscheidungsprozessen. Bei einer Entscheidung muss der Entscheidungsträger auch die ungünstigste Situation kennen, die sich auf seine Entscheidung auswirken kann. Das Risikomanagement kann dabei helfen, diese „worst case“-Situationen zu ermitteln. Es muss gewährleisten, dass es außer Risikoanalyse und Notfallplänen auch ein Krisenmanagement zur Wiedererlangung der vollen Ertragskraft als Folge eines „worst case“ gibt. Im Wege der Risikoanalyse kann mittels Brainstorming relativ leicht erarbeitet werden, welche Einflussgrößen oder Ressourcen eine besondere Kritikalität aufweisen und ein gesetztes Planungsziel verhindern könnten. Dabei kann man in einer gewichteten Matrix Risiken auflisten, deren Eintrittswahrscheinlichkeit prognostizieren und den Auswirkungsgrad eines Teilszenarios beurteilen.
Der „worst case“ ist geeignet, die Erreichung gesetzter Ziele (persönliches Ziel, Unternehmensziel, Staatsziel) zu verhindern. 
Nichtbanken
Innerhalb der Risikokultur muss bei Nichtbanken auch über mögliche Schadensereignisse nachgedacht werden, die noch nicht eingetreten sind und außerhalb des Erfahrungsbereichs liegen, wobei auch „worst case“-Situationen analysiert und Eintrittswahrscheinlichkeiten seltener Ereignisse abzuschätzen sind.
Bank- und Versicherungswesen
Marktentwicklungen auf den Finanzmärkten (Börse, Devisenmarkt, Geldmarkt, Kapitalmarkt, Versicherungsmarkt) mit sehr negativen Tendenzen werden als „worst case“ und ein sie erfassendes Szenario als „worst case-Szenario“ bezeichnet. Das Maximum Drawdown (deutsch „maximaler Wertverlust“) ist im Bankwesen ein Risikomaß, das den höchsten Kursverlust insbesondere bei Aktien misst, der im „worst case“ von einem Anleger erzielt werden kann (Kauf zum Höchstkurs, Verkauf zum Tiefstkurs). Das Versicherungswesen kennt den wahrscheinlichen Höchstschaden (englisch possible maximum loss), der bei Sachversicherungen ein Sachschaden ist, welcher bei einem Versicherungsfall unter Berücksichtigung aller ungünstigen, aber nicht extremen Risikoumstände bei vorsichtiger Schätzung gerechnet werden muss. 
Stresstests sind deterministische Szenarioanalysen, denen das Bank- und Versicherungswesen durch die Banken- und Versicherungsaufsicht turnusmäßig unterworfen wird. Dabei werden Unternehmens- und Marktdaten der Vergangenheit mit Erwartungswerten der künftigen Marktentwicklung kombiniert, wobei der hypothetisch eingebaute „worst case“ die Stressfähigkeit (Risikotragfähigkeit) der Unternehmen zeigen soll.

### Informatik
In der Informatik bezeichnet der „worst case“ den Fall, in dem ein bestimmter Algorithmus oder eine bestimmte Datenstruktur ein Maximum der jeweils betrachteten Ressource wie Laufzeit oder Speicherplatz benötigt. In der Komplexitätstheorie werden Probleme meist anhand des „worst case“ des jeweils bestmöglichen entsprechenden Algorithmus klassifiziert.

### Technik
Allgemein bezeichnet man in allen technischen Disziplinen das Zusammentreffen aller schlechtesten Einzelteile mit der jeweils für die Funktion nachteiligsten Toleranz als „worst case“. In der Toleranzanalyse betrachtet man daher das Zusammenspiel aller Toleranzen innerhalb einer Konstruktion. Variablen können auf verschiedene Weise betrachtet werden, z. B. ist es sinnvoll, die Temperatur als Bereichsvariable zu behandeln; ein realistischer „worst case“ kann innerhalb des gesamten Intervalls auftreten – aber nicht außerhalb. Bei statistischen Variablen (z. B. einer Normalverteilung folgend) gibt es keine festen Grenzen. Diese entstehen erst, wenn man zusätzlich z. B. eine gewisse maximale Ausfallrate (z. B. 1 ppm) sicherstellen muss.
In der Informationstechnik gilt das Systemversagen als „worst case“.
Ein ähnlicher Begriff zum „worst case“ ist der „GAU“ (größter anzunehmender Unfall), der überwiegend bei Auslegungsstörfallen von Kernkraftwerken genutzt wird.

## Gesundheitsbereich
Ärzte müssen bei der Diagnose dem Eid des Hippokrates zufolge beim Patienten zunächst nach dem schlechtesten Krankheitsbild untersuchen. Treffen die Symptome hierfür nicht zu, ist das nächst schlechtere zu untersuchen. Denn der Arzt soll den Patienten nach Möglichkeit heilen (lateinisch benefacere) und ihm keinen Schaden zufügen (lateinisch nihil nocere).
In Verbindung mit Epidemien oder Pandemien stellen Gesundheitsbehörden Worst-Case-Szenarien auf.